# 香港中華基督教青年會

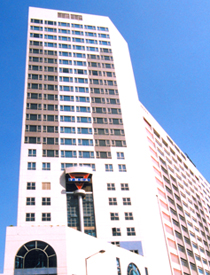
香港中華基督教青年會

香港中華基督教青年會（英語：Chinese YMCA of Hong Kong）為香港註冊慈善團體。名稱YMCA 意謂 Young Men's Christian Association。

## 歷史
基督教青年會源於英國倫敦，於1844年由佐治衛良創立。香港中華基督教青年會於1901年創辦，是中、西青年會合一的年代，當時統稱為「香港基督教青年會」，行政上分為「華人部」及「西人部」，初期租用德輔道中27號作為集會場地，開辦「漢文日館」，即今中華基督教青年會中學的前身，於1913年在上環必列者士街皇仁書院附近建成學生宿舍，5年後在對面建成本港首間有室內運動場、泳池、餐廳及宿舍之青年會中央會所。其後於1929年在九龍興建九龍支會。
1952年及1957年教育館及學生公社分別落成，而教育館現為中華基督教青年會書院。1956年創辦李鄭屋及石硤尾天台中心，成為當時備受稱道之「天台服務」，直到1988年才結束服務。1960年適逢六十周年，籌劃四大建設，同年購置市區會所，1961年完成中學校舍，1966年樓高20層之窩打老道會所大廈落成，成為本會之總部，其中包括國際賓館、各項程序中心及體育館等，至1991至9年間，青年會書院由本會總部遷入馬鞍山恒安邨，同時原址清拆重建成現時模樣。
香港中華基督教青年會於七十年代亦從事難民服務，計有「銀禧難民營」及「亞皆老街第四難民營」。1970年接收了「基督教兒童福利會」之烏溪沙兒童新村，後更開辦了「黃宜洲青年營」，擴展青少年戶外活動。

## 社會服務

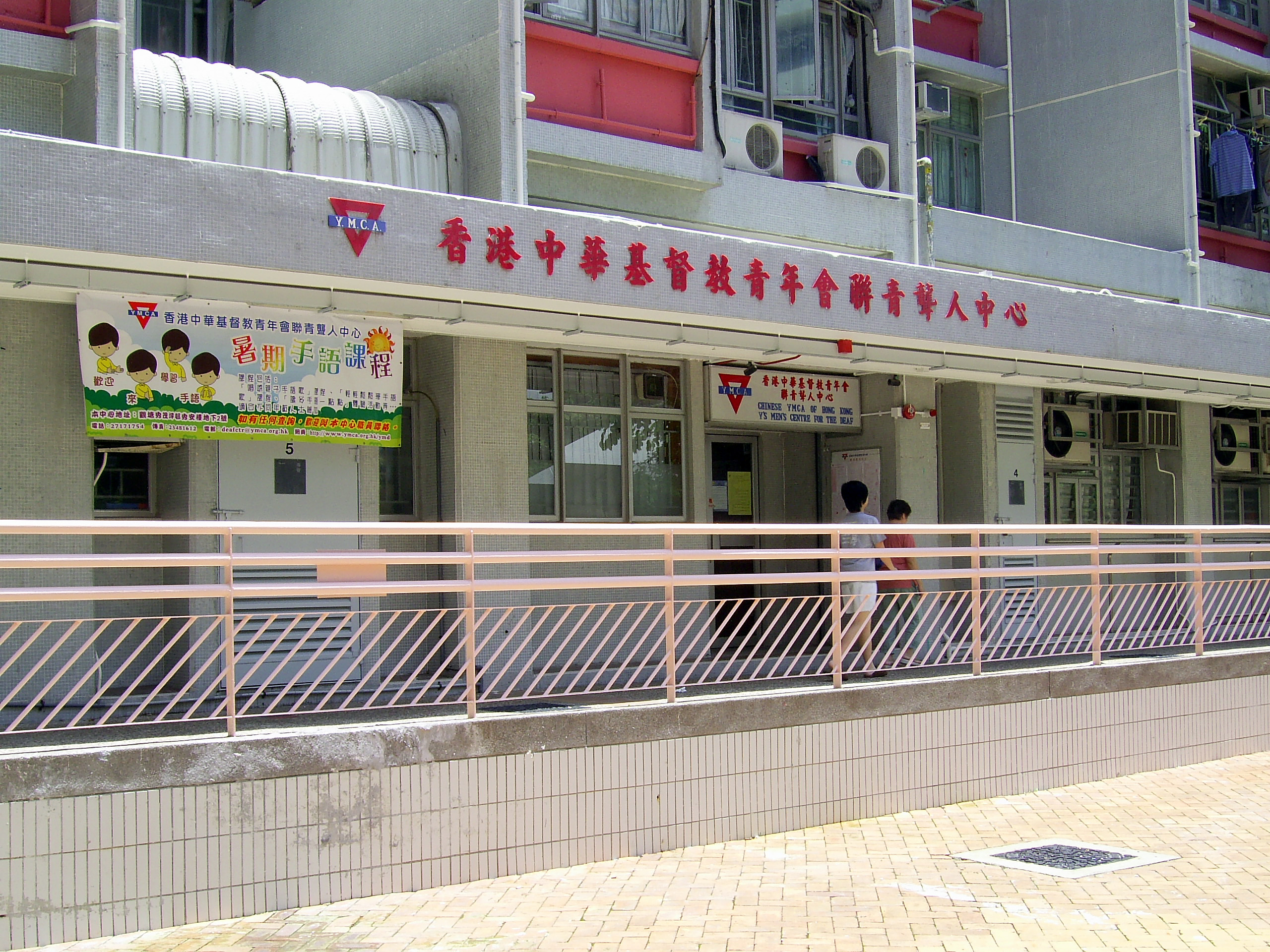
位於秀茂坪邨的聯青聾人中心

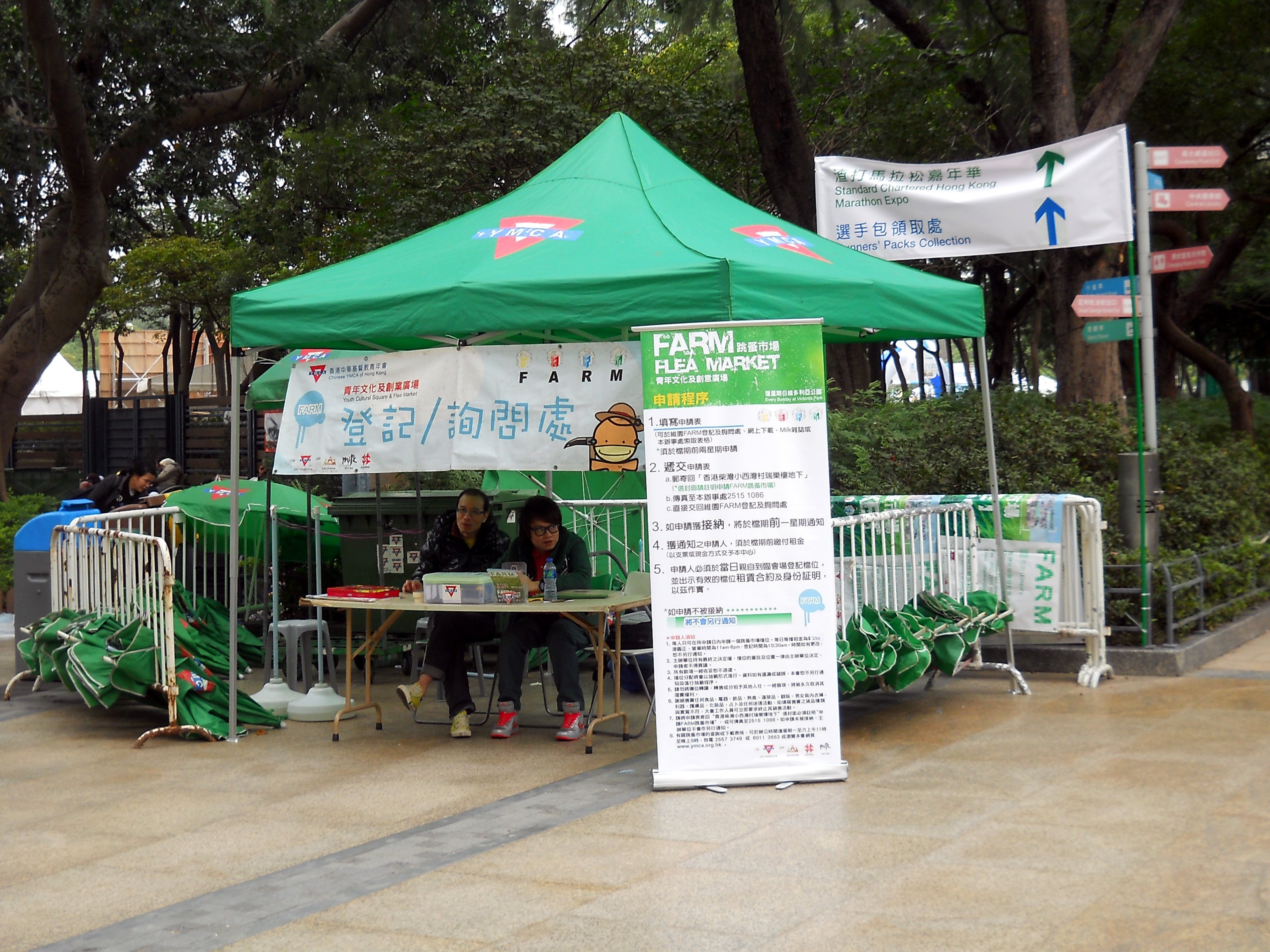
於週日在維園舉辦的FARM跳蚤市場及青年文化廣場

### 兒童及青少年服務單位
香港

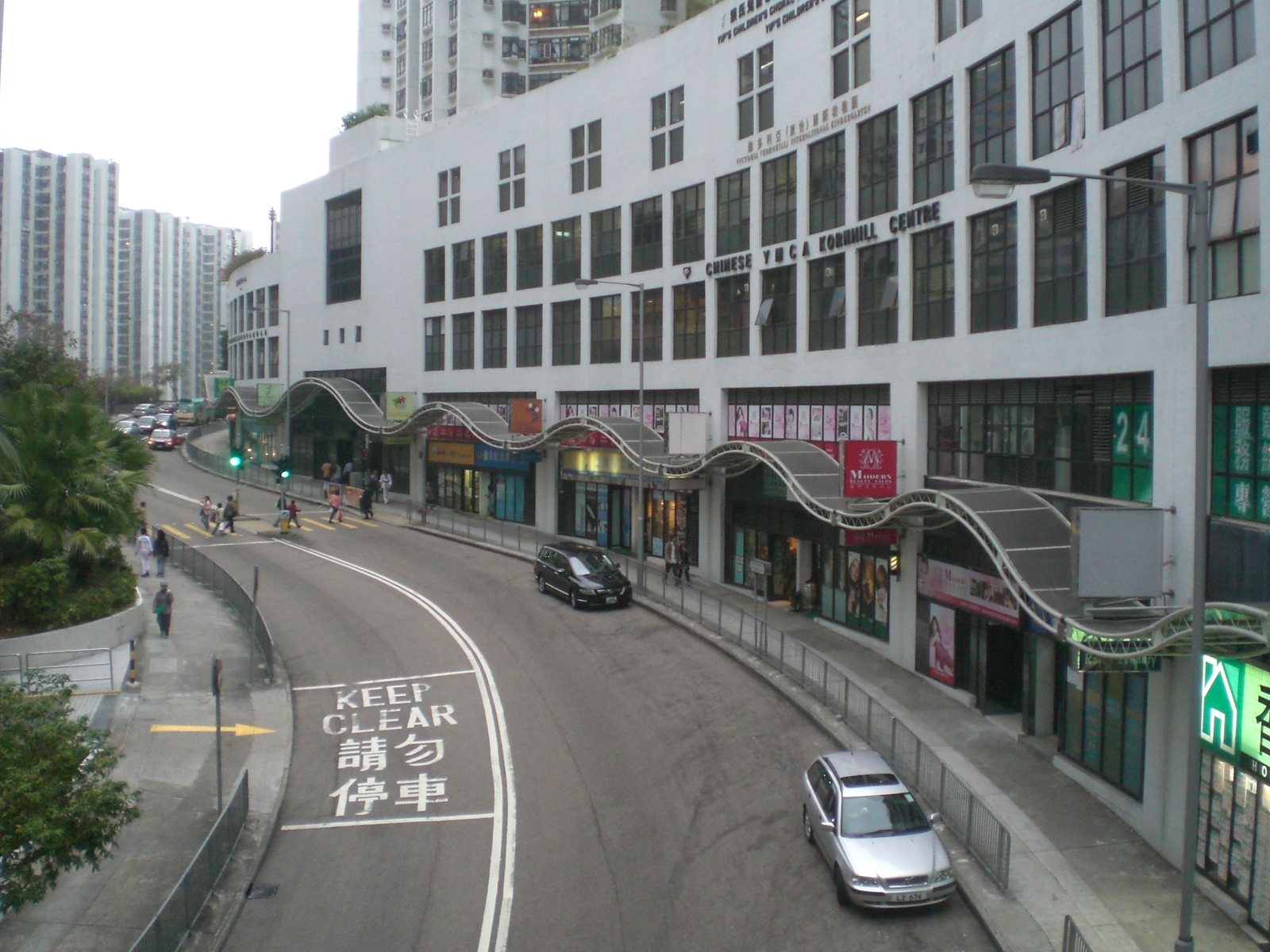
香港中華基督教青年會柴灣會所
- 香港中華基督教青年會小西灣會所
- 香港中華基督教青年會康怡會所

九龍
- 香港中華基督教青年會觀塘會所
- 香港中華基督教青年會藍田會所
- 香港中華基督教青年會佐敦會所
- 香港中華基督教青年會石硤尾會所

新界
- 香港中華基督教青年會荃灣會所
- 香港中華基督教青年會顯徑會所
- 香港中華基督教青年會天水圍天澤會所
- 香港中華基督教青年會天水圍天晴會所
- 香港中華基督教青年會屯門會所

- 康怡會所

### 外展社會工作
- 沙田青少年外展社會工作隊
- 葵青及荃灣青少年外展社會工作隊

### 深宵外展社會工作
- 柴灣深宵青少年外展社會工作隊
- 荃灣深宵青少年外展社會工作隊

### 大學及學院青年會
- 大學青年會（香港浸會大學）
- 大學青年會（香港中文大學崇基學院）
- 大學青年會（香港科技大學）
- 大學青年會（香港中文大學）
- 學院青年會（青年會專業書院）
- 大學青年會（嶺南大學）
- 大學青年會（香港恒生大學）
- 大學青年會（香港理工大學）
- 大學青年會（香港大學）

### 復康服務
- 聯青聾人中心（觀塘秀茂坪邨）
- 必愛之家宿舍（上環必列者士街）
- 必愛之家－庇護工場（上環必列者士街）
- 華愛之家宿舍（香港仔華富邨）
- 盛愛之家宿舍（粉嶺雍盛苑）
- 盛愛之家－庇護工場（粉嶺雍盛苑）

### 長者服務
- 寶石湖長者鄰舍中心
- 天平頤康之家
- 柴灣長者鄰舍中心

### 社會企業
- YM CAfé（烏溪沙青年新村）
- YMCA Store（香港浸會大學）
- 青新駅（新界會所）
- YM Balloon

### 其他
- FARM跳蚤市場及青年文化廣場
- ICM基督教事工學院

## 其他核心服務

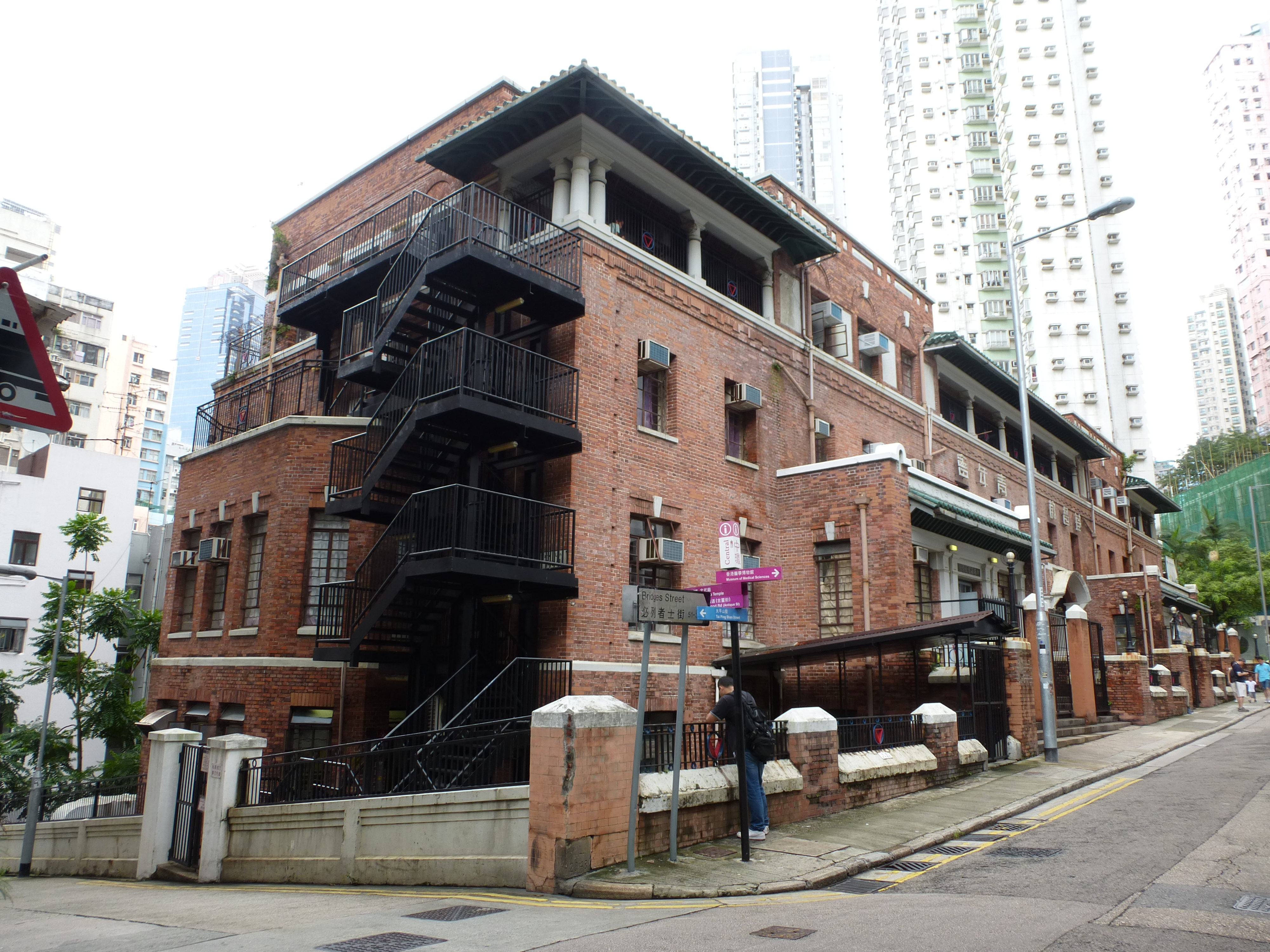
必列者士街會所

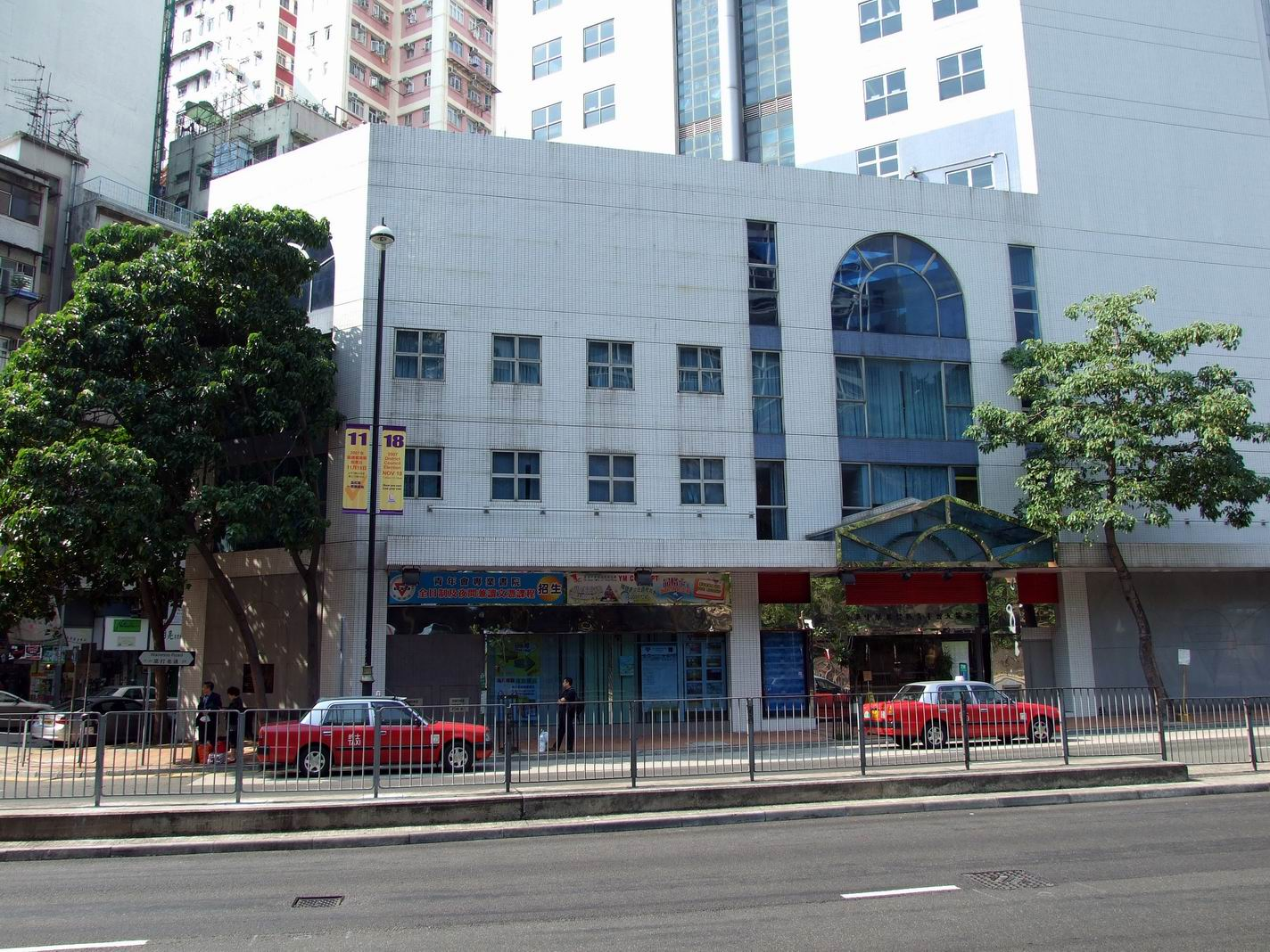
九龍會所

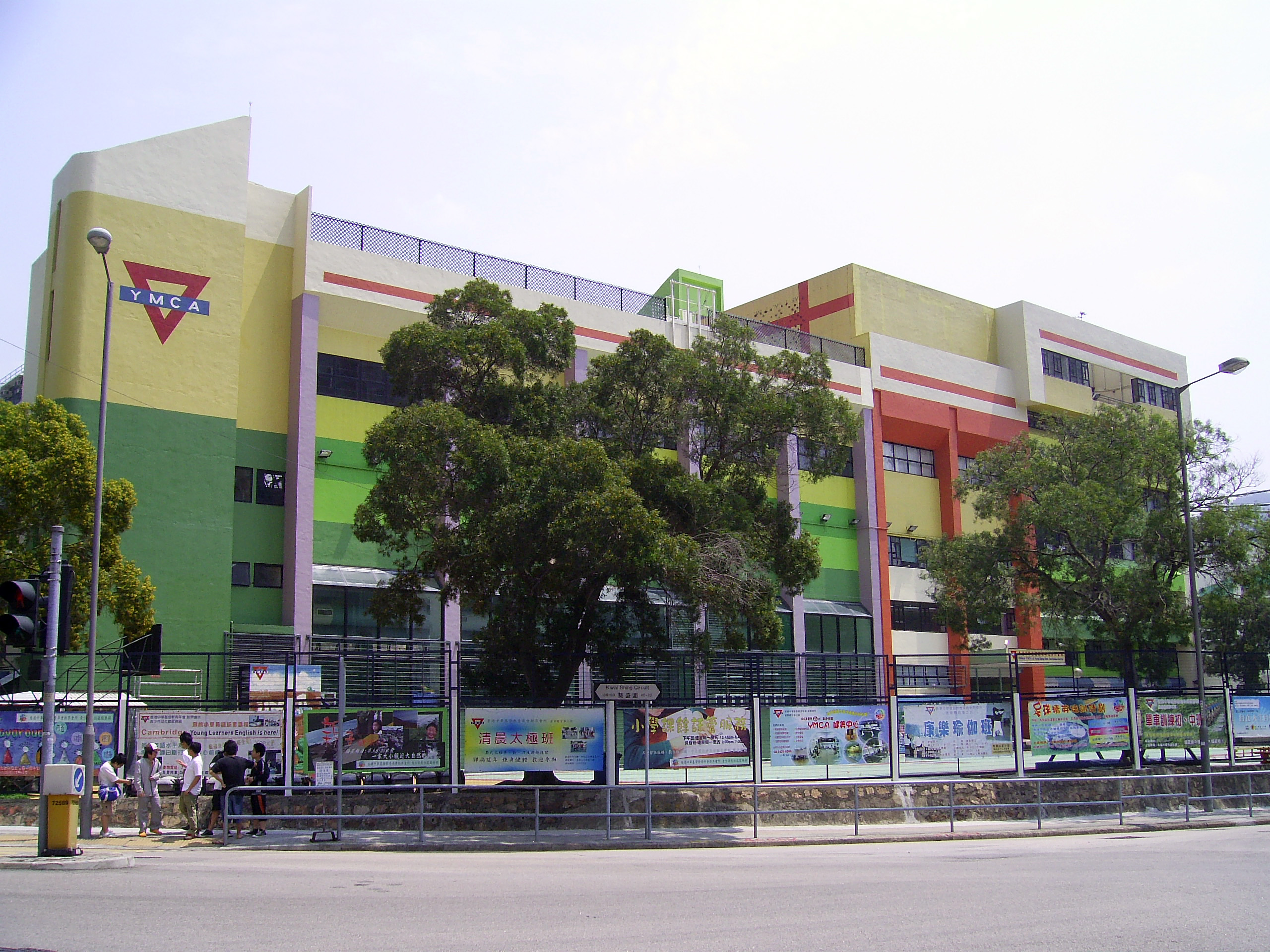
新界會所

### 教育服務
- 中華基督教青年會中學

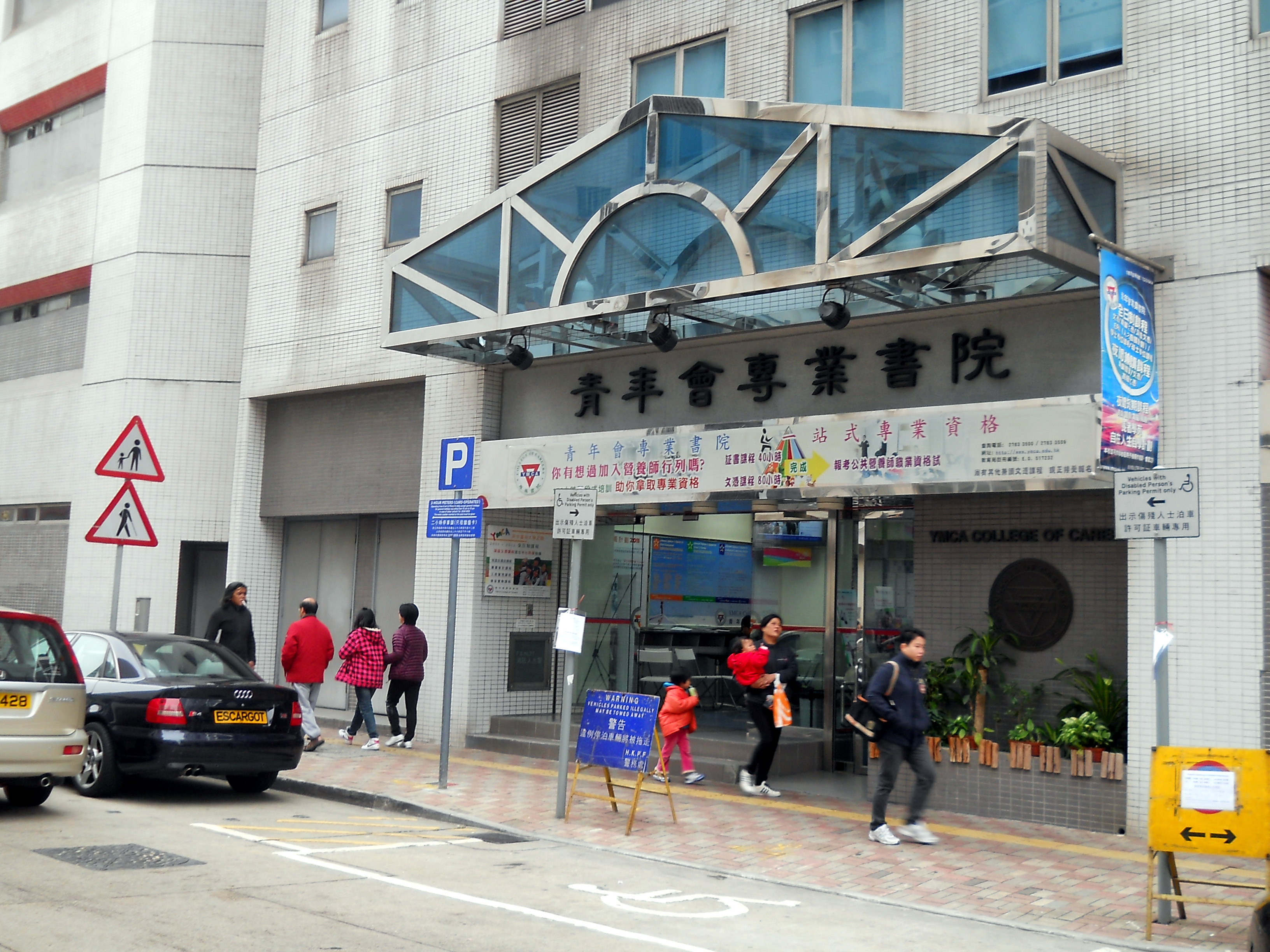
青年會書院
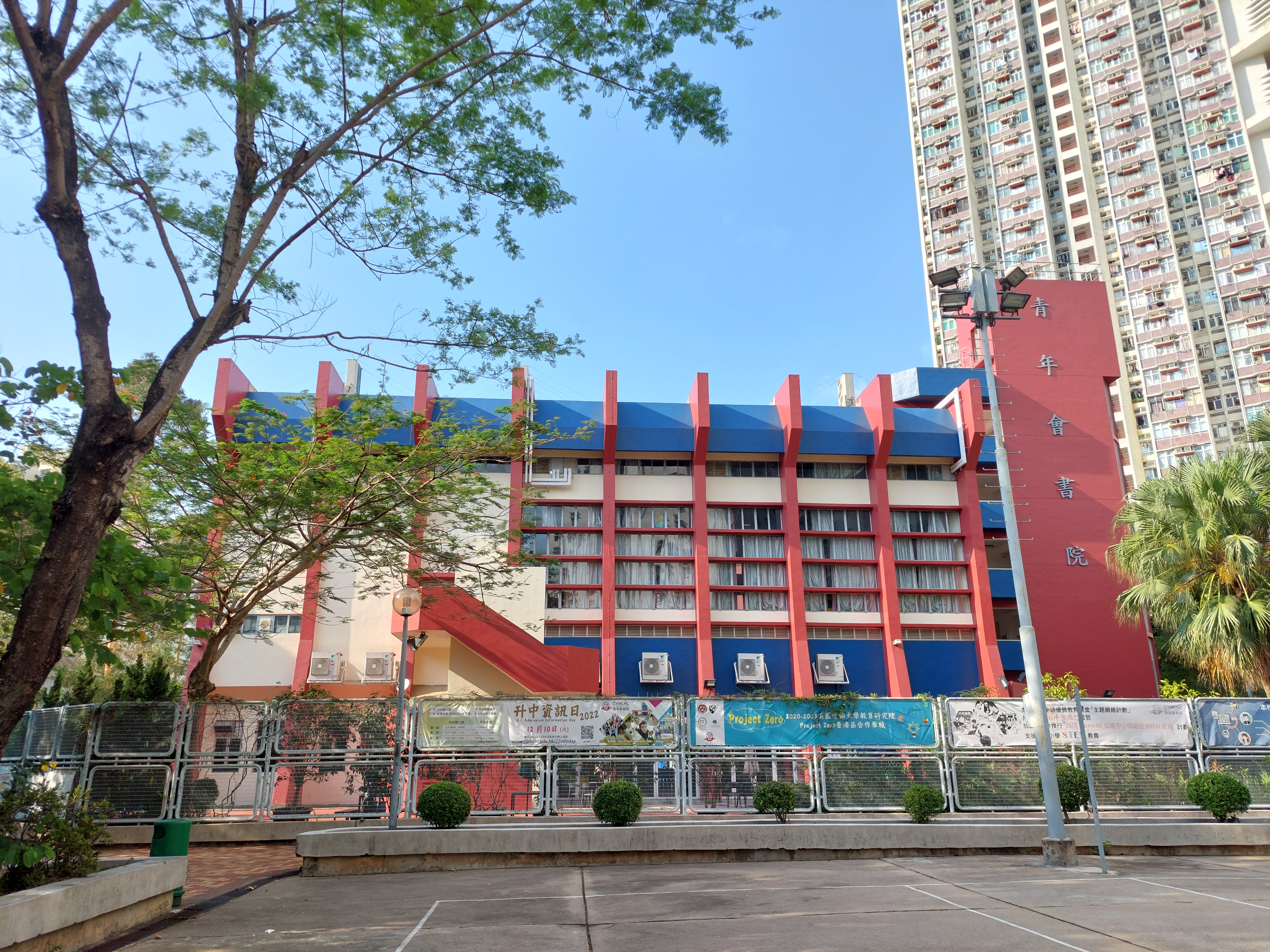
青年會專業書院
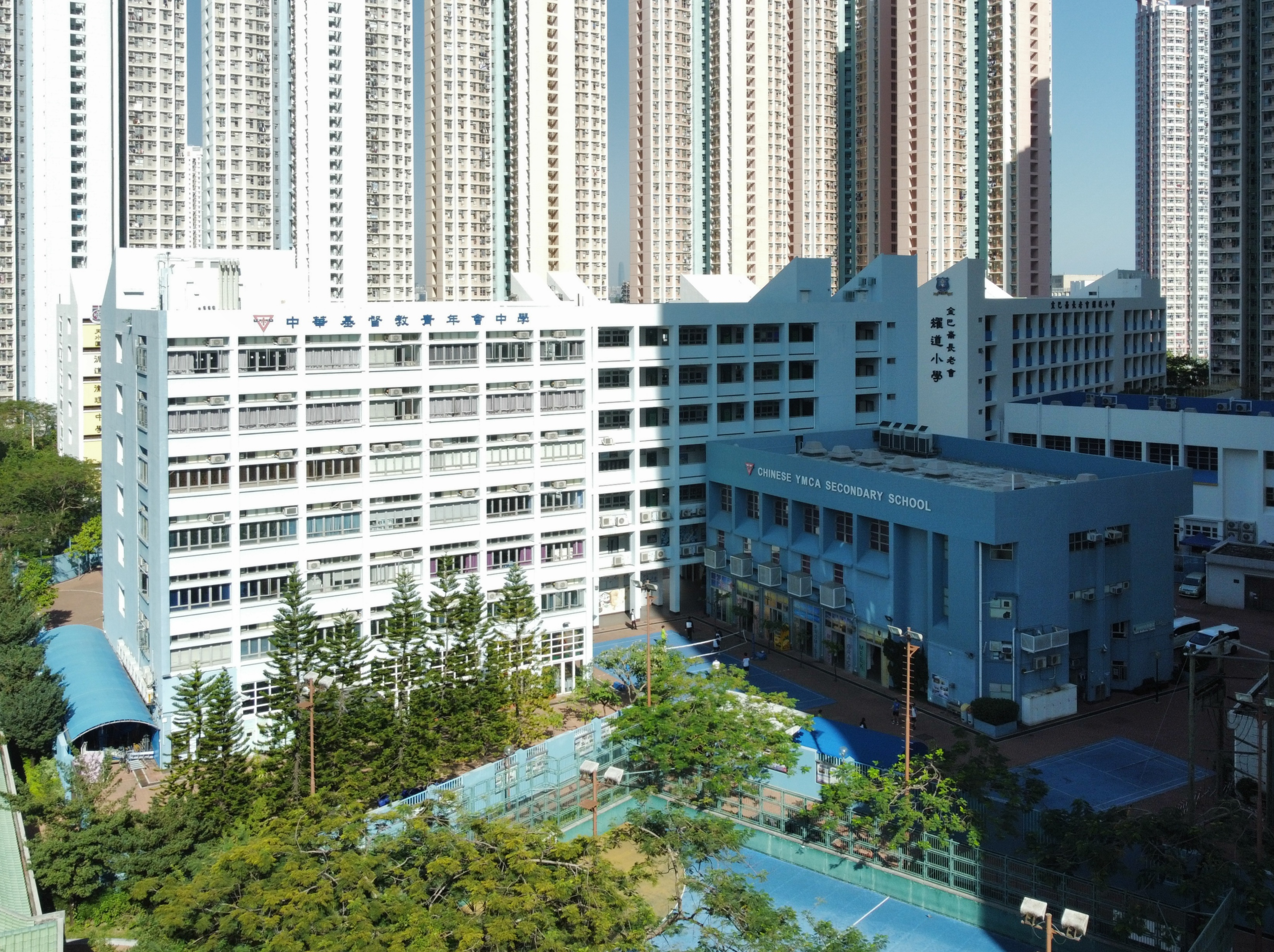
中華基督教青年會小學
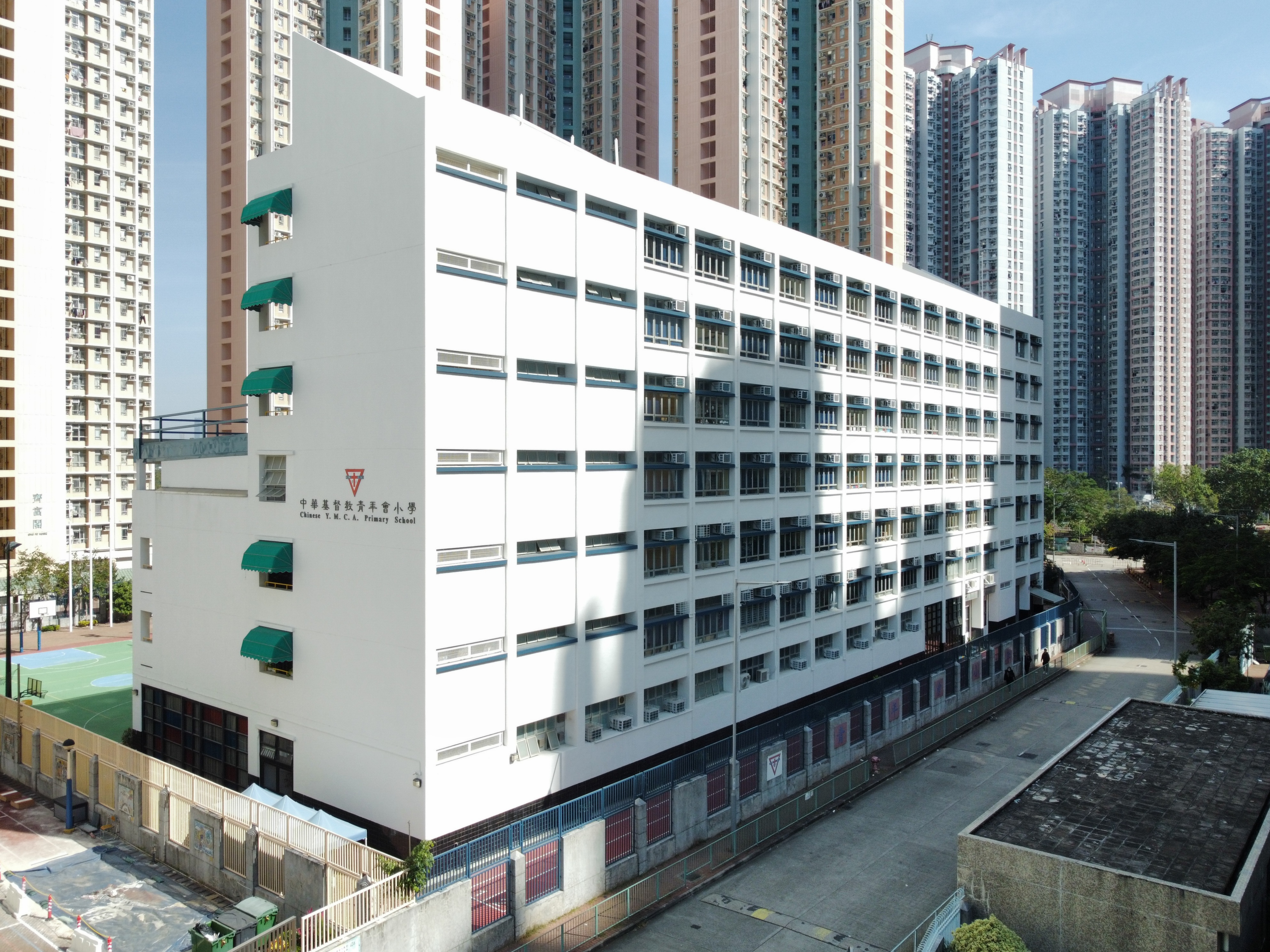
中華基督教青年會幼稚園（天水圍天悅邨）
- 中華基督教青年會葵涌幼稚園（葵涌葵涌邨）
- 中華基督教青年會上水幼稚園（上水清河邨）
- 中華基督教青年會基雋小學

- 青年會專業書院
- 青年會書院
- 中華基督教青年會中學
- 中華基督教青年會小學

### 康體服務
- 香港中華基督教青年會必列者士街會所
- 香港中華基督教青年會九龍會所
- 香港中華基督教青年會新界會所

### 營地服務
- 香港中華基督教青年會烏溪沙青年新村
- 香港中華基督教青年會獅子會-青年會將軍澳青年營
- 香港中華基督教青年會聯青社-青年會黃宜洲青年營

### 賓館服務

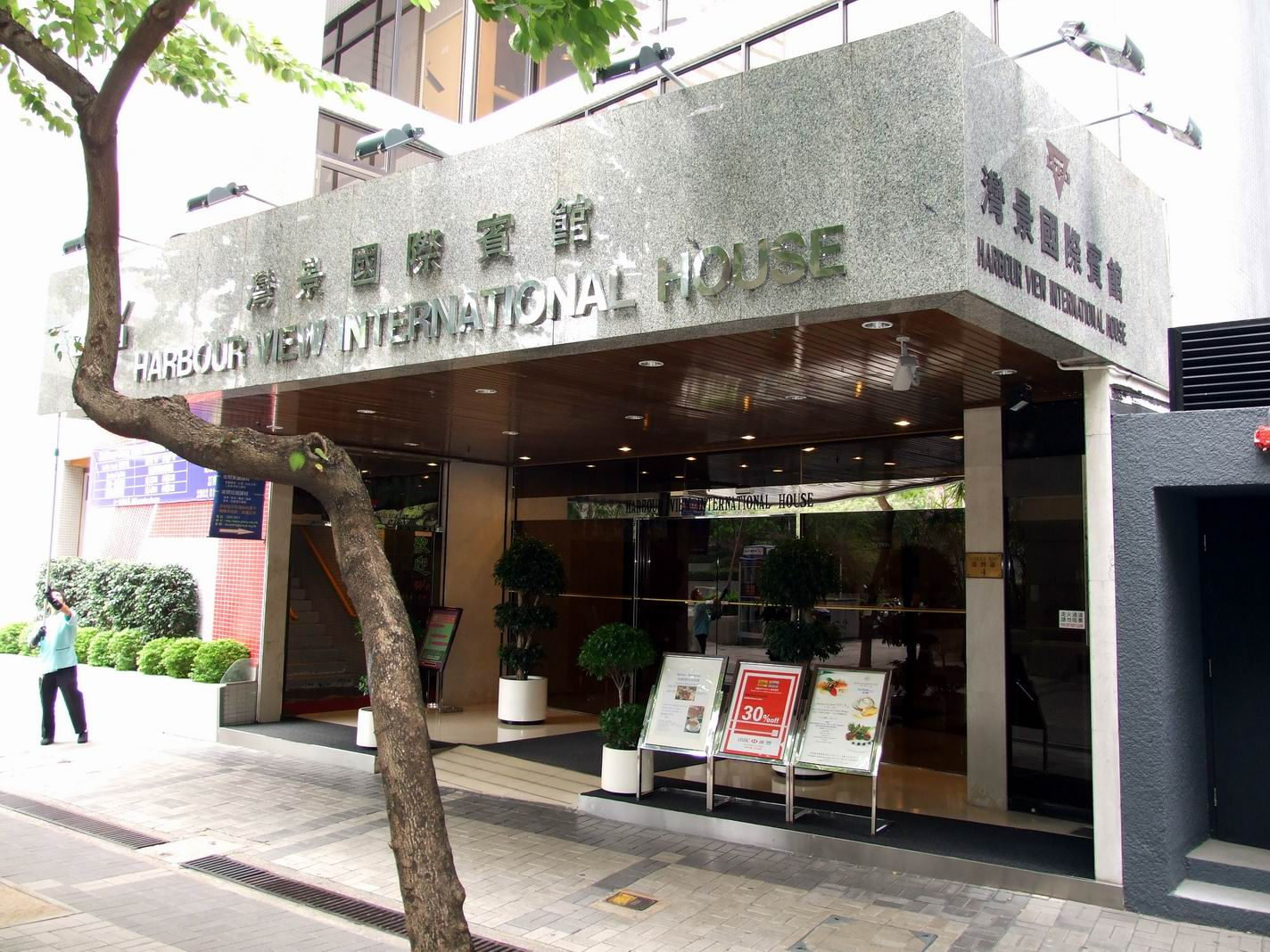
灣景國際
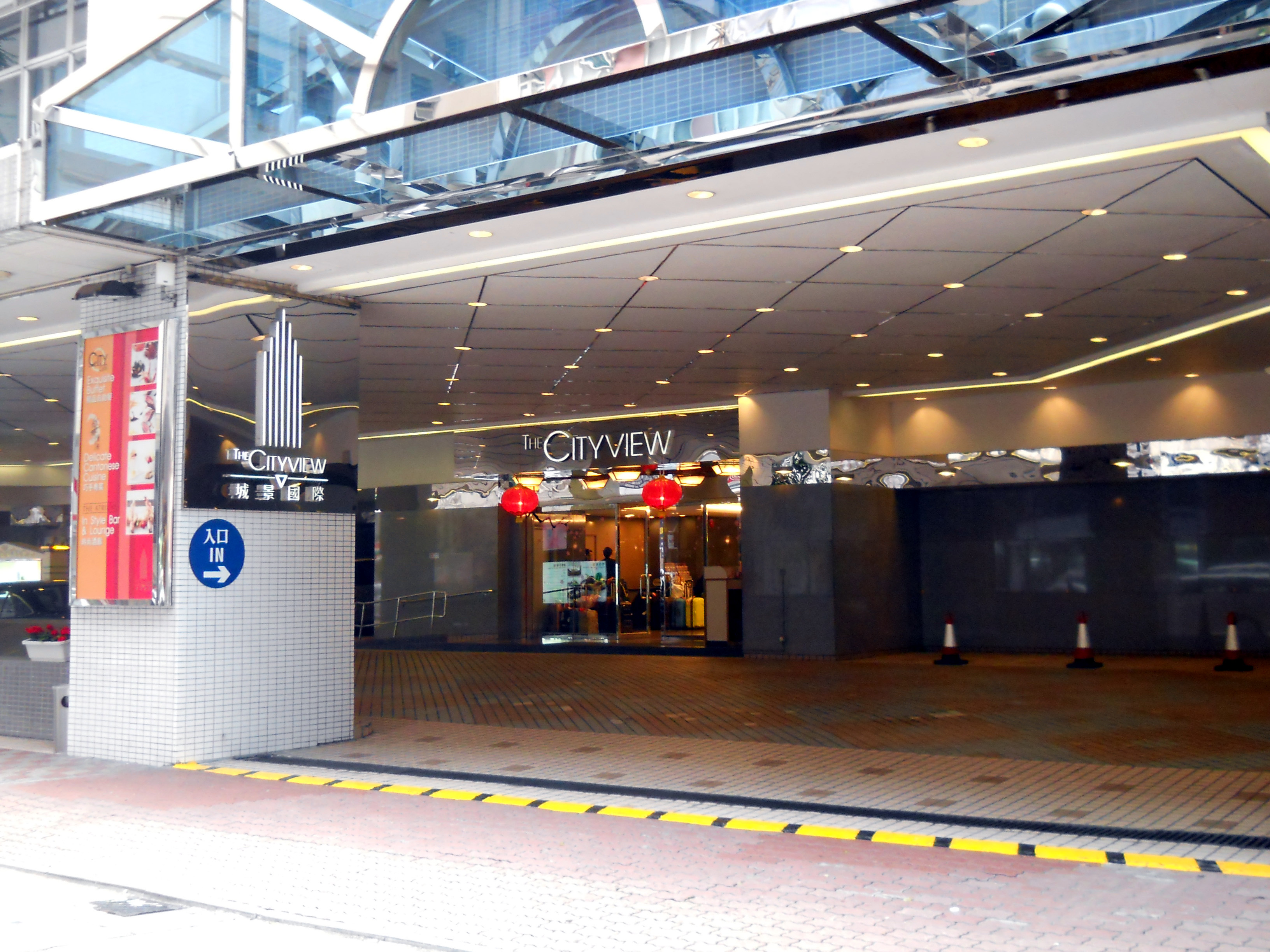
城景國際

- 灣景國際
- 城景國際

## 外部連結
- 官方网站 （页面存档备份，存于）